# Pianeta impossibile
Pianeta impossibile (The Deathworld Trilogy) è un romanzo di fantascienza scritto da Harry Harrison, pubblicato originariamente in tre parti, rispettivamente nel 1960 (con il titolo Deathworld), 1964 (The Ethical Engineer) e 1968 (The Horse Barbarians). La prima parte è stata finalista nel 1961 al Premio Hugo per il miglior romanzo. Nel suo complesso è stato pubblicato in italiano nel 1978 dall'Editrice Nord nella collana Cosmo Oro.
Il romanzo ha dato vita ad un ciclo narrativo (serie del Pianeta impossibile o Deathworld), le cui opere più recenti sono scritte in collaborazione con Ant Skalandis e Mikhail Ahmanov e pubblicate in Russia e Lituania.

## Trama
Sul pianeta Pyrrus è in corso una guerra tra gli uomini che lo stanno colonizzando e gli originari abitanti: sembra quasi che tutta la flora e la fauna di Pyrrus sia in lotta contro i coloni. È in questa fase che si inseriscono le avventure di Jason DinAlt, giocatore professionista con poteri paranormali, che con la sua intelligenza e il suo coraggio riuscirà a far cessare la guerra.

## Edizioni
- Harry Harrison, Pianeta impossibile, Cosmo Oro, Editrice Nord, Milano 1978, ISBN 88-429-0332-9